# برادر او (فیلم)
برادر او (فرانسوی: Son frère‎) فیلمی در ژانر درام به کارگردانی پاتریس شرو است که در سال ۲۰۰۳ منتشر شد. از بازیگران آن می‌توان به اریک کاراواکا اشاره کرد.

## جوایز
- برنده خرس نقره‌ای برای بهترین کارگردان از جشنواره بین‌المللی فیلم برلین
- نامزد جایزه سزار بهترین بازیگر مرد (برونو تودوسچینی)
- جایزه فیلم اروپا بهترین بازیگر نقش اول مرد (برونو تودوسچینی)